# Запорожець Олександр Іванович (військовик)
Олександр Іванович Запорожець (Порш) (нар. 12 травня 1976, село Стара Басань Бобровицького району Чернігівської області — пом. 25 травня 2022 в селі Студенок Харківської області) — український військовик, старший лейтенант, орденоносець, загинув на російсько-українській війні.

## Життєпис
Воював у батальйоні оперативного призначення НГУ ім. Сергія Кульчицького.
Нагороджений орденом «За мужність» III ступеня (посмертно).
В Києві, у церкві Святого Миколая на Аскольдовій могилі була проведена церемонія прощання з ним.
Похований на кладовищі хутора Тимки в селі Стара Басань.